# Бывший усадебный дом Станислава Глазко в Россонах
Бывший усадебный дом Станислава Глазко или Усадьба Станиславово — историческое здание, построенное помещиком Глазко в конце XIX века в городском посёлке Россоны Витебской области.
Усадьба также известна среди местных жителей как «дом в сто окон» (всего в здании их чуть более 50). Она расположена на берегу озера Россоно, ранее вокруг здания был разбит парк. 

## История
По легенде, помещик Глазко воздвиг усадьбу с целью завоевать сердце своей возлюбленной. Говорят, что девушка согласилась выйти за него замуж только при условии, что у него будет дом, подобный тому, что принадлежал её отцу.
После 1917 года в здании размещались органы власти районного значения, после окончания войны здание стали использовать в качестве объекта социальной инфраструктуры. В наши дни здесь действует центр творчества детей и юношества. 

## Архитектура
Каменный дом был построен по проекту архитектора Эдмунда Фрика и представляет собой сложную асимметричную композицию с прямоугольными объёмами различных размеров, гранеными эркерами и ризалитами. 
Южная часть здания одноэтажная, центральная состоит из двух этажей, северная — трёхэтажная. 
Архитектурный стиль усадьбы напоминает как рыцарский замок, так и готический собор. В оформлении фасада здания применено сочетание красного кирпича и многоцветной каменной кладки цоколя.
Внутри усадьба состоит из множества залов, разнообразных коридоров и даже потайных лестниц. Оригинальное внутреннее убранство в стиле ампир не сохранилось, а само здание пострадало во время войны. Из первоначального варианта осталось немногое: исчезла небольшая надстройка над башней, а форма крыши стала более пологой. Рядом с усадьбой частично сохранились некоторые хозяйственные постройки с тех времен.

## Охранный статус
С 2002 года здание включено в Государственный список памятников историко-культурной ценности Республики Беларусь (шифр 213Г000700).